# 김상도 (사격 선수)
김상도(金相導, 1987년 5월 29일~)는 대한민국의 사격 선수로 주 종목은 소총이다. 2014년 아시안 게임에서 공기소총 단체전 은메달을 획득했고 2020년 하계 올림픽 50m 소총 3자세에 출전했다.